# Kepler-27
Kepler-27 là một ngôi sao ở phía bắc chòm sao Thiên Nga, con thiên nga. Nó nằm ở tọa độ thiên thể: Thăng thiên phải 19 h 28 m 56,8195 s, Độ nghiêng + 41° 05′ 09.141″.  Với độ lớn trực quan biểu kiến là 15,855, ngôi sao này quá mờ để có thể nhìn thấy bằng mắt thường.

## Hệ hành tinh
| Thiên thể đồng hành (thứ tự từ ngôi sao ra) | Khối lượng       | Bán trục lớn (AU) | Chu kỳ quỹ đạo (ngày) | Độ lệch tâm | Độ nghiêng | Bán kính        |
| ------------------------------------------- | ---------------- | ----------------- | --------------------- | ----------- | ---------- | --------------- |
| b                                           | 0.1320± 0.018 MJ | 0.118             | 15.3348               | —           | —          | 0.522± 0.024 RJ |
| c                                           | 0.0670± 0.011 MJ | 0.191             | 31.3309               | —           | —          | 0.640± 0.029 RJ |